# سیاست در روسیه

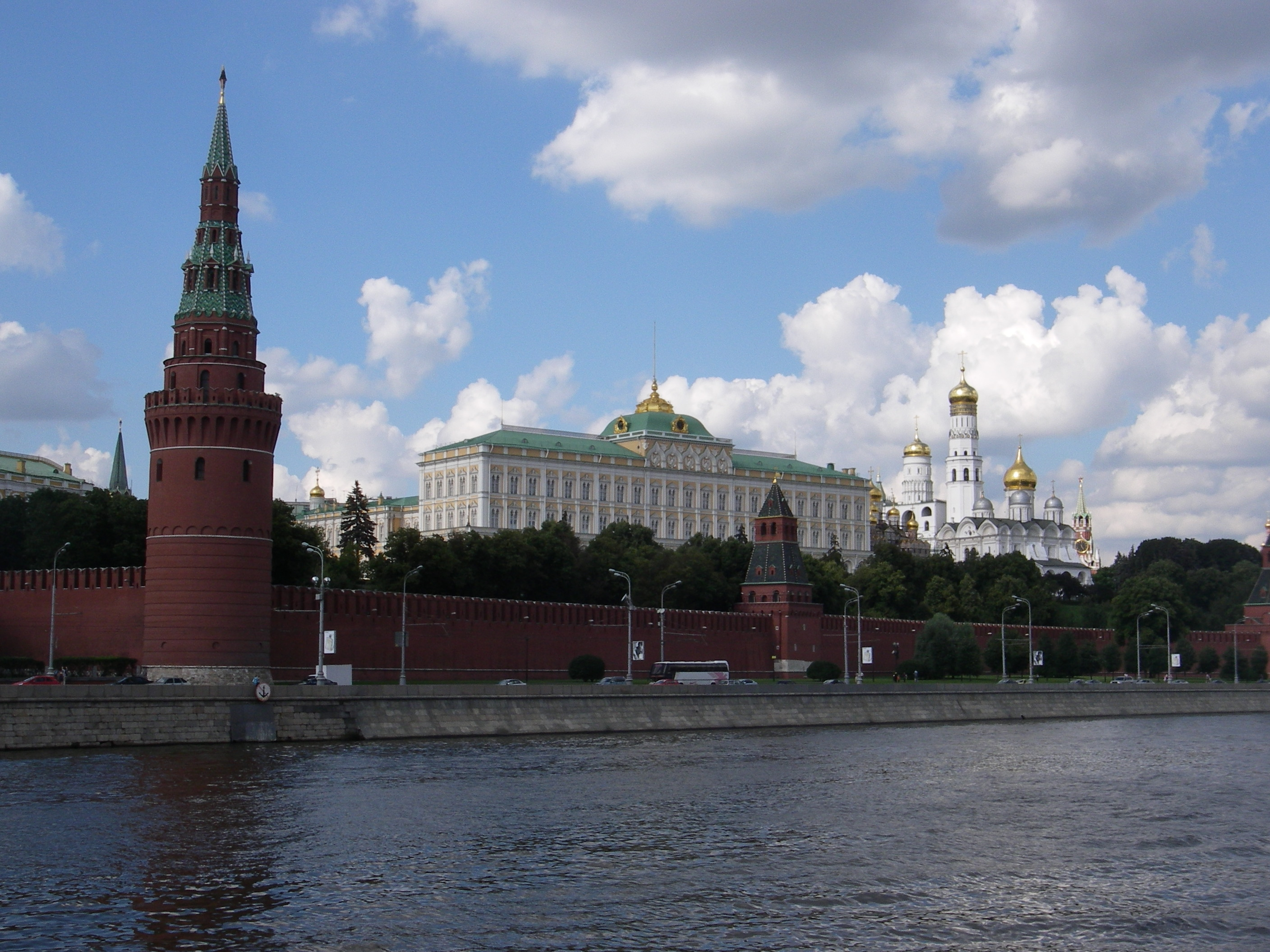
کرملین مسکو از زمان اتحاد جماهیر شوروی محل اصلی امور سیاسی روسیه بوده‌است.

سیاست روسیه در چارچوب نظام نیمه‌ریاستی صورت می‌گیرد. مطابق قانون اساسی روسیه، رئیس‌جمهور روسیه رئیس دولت است و از یک سیستم چند حزبی با قدرت اجرایی که توسط دولت اعمال می‌شود، به ریاست نخست‌وزیر است که با تصویب پارلمان توسط رئیس‌جمهور منصوب می‌شود. قدرت مقننه در دو مجلس مجمع فدرال فدرال روسیه واگذار شده‌است.

## قانون اساسی
قانون اساسی روسیه
مهمترین سند حقوقی در فدراسیون روسیه است. این قانون در همه‌پرسی روز ۱۲ دسامبر ۱۹۹۳ جایگزین قانون اساسی جمهوری فدراتیو شوروی سوسیالیستی شد که در ۱۲ آوریل ۱۹۷۸ میلادی به تصویب رسیده بود.
در این همه‌پرسی ۵۸٬۱۸۷٬۷۵۵ نفر شرکت کرده و ۳۲٬۹۳۷٬۳۰ (بیش از ۵۸ درصد) نفر به آن رأی موافق دادند.
در این قانون اختیارات گسترده‌ای به رئیس‌جمهور اعطا شده که این امر با سنت تاریخی تمرکز قدرت سیاسی در این کشور هماهنگ و متناسب است.

## انتخابات
انتخابات در روسیه
مردم روسیه در سطح فدرال، رئیس‌جمهور را به عنوان رئیس کشور و اعضای مجلس قانون‌گذاری را انتخاب می‌کنند. این مجلس یکی از دو مجلس فدرال به‌شمار می‌رود. رئیس‌جمهور را می‌توان در نهایت به مدت دو دورهٔ شش ساله انتخاب کرد. این مدت از ۲۰۰۸ به این سو از چهار سال به شش سال افزایش یافت. مجلس فدرال دارای دو مجلس است: مجلس دوما که ۴۵۰ عضو دارد و هر کدام به مدت پنج سال به صورت نمایندگی تناسبی انتخاب می‌شوند و شورای فدراسیون روسیه که مستقیماً توسط مردم انتخاب نمی‌شوند بلکه هر کدام از ۸۵ واحد فدرال این کشور ۲ نماینده به این شورا می‌فرستند تا در نهایت ۱۷۰ عضو در آن وجود داشته باشد.
از سال ۱۹۹۰ شش انتخابات برای ریاست جمهوری و هفت انتخابات برای پارلمان برگزار شده‌است.

## دولت
دولت روسیه بالاترین قدرت اجرایی در فدراسیون روسیه است. اعضای دولت روسیه شامل نخست‌وزیر، معاون نخست‌وزیر و وزرای دولت فدرال می‌باشند. بر اساس اصلاحیه سال ۱۹۹۱ قانون اساسی ۱۹۷۸ روسیه رئیس‌جمهور روسیه، رئیس شورای اجرایی این کشور بود و شورای وزیران را رهبری می‌کرد. طبق قانون اساسی فعلی روسیه، در حال حاضر رئیس‌جمهور از اعضای دولت روسیه نمی‌باشد و از قدرت اجرایی برخوردار نیست. اما رئیس‌جمهور، نخست‌وزیر روسیه را تعیین می‌کند، که به‌عنوان بالاترین منصب اجرایی این کشور فعالیت می‌کند.

### نخست‌وزیر روسیه
نخست‌وزیر روسیه رسماً دومین فرد قدرتمند در ساختار سیاسی روسیه است که طبق ماده ۲۴ قانون اساسی فدرال ریاست دولت روسیه را به عهده دارد.
با توجه به نقش مرکزی رئیس‌جمهور در ساختار سیاسی روسیه فعالیت‌های قوه مجریه (از جمله نخست‌وزیر) به میزان قابل توجهی تحت تأثیر وی قرار دارد.

## سیاست خارجی
روابط خارجی روسیه
سیاست دولت روسیه در روابط خارجی تعامل با دیگر کشورها و سایر مردمان ملل دیگر می‌باشد. این سرفصل سیاست خارجی روسیه پس از انحلال اتحاد جماهیر شوروی سوسیالیستی از سال ۱۹۹۱ می‌باشد. پس از انحلال اتحاد جماهیر شوروی، سیاست خارجی روسیه به دنبال روابط نزدیک تر با ایالات متحده آمریکا و جهان غرب بوده‌است.
ریاست جمهوری ولادیمیر پوتین رئیس‌جمهور فعلی این کشور یکبار از ژانویه ۲۰۰۰ تا ۲۰۰۸ و مجدداً از سال ۲۰۱۲ ریاست جمهوری را بعهده گرفته‌است. او در امور بین‌الملل، بیانیه‌های عمومی را در رابطه با سیاست خارجی ایالات متحده و دیگر کشورهای غربی به‌طور چشمگیری افزایش داد. همچنین در فوریه ۲۰۰۷، در همایش امنیتی مونیخ در مورد سیاست امنیتی، اوضاع تسلط انحصاری ایالات متحده در روابط جهانی را مورد انتقاد قرار داد و به این مسئله اشاره کرد که ایالات متحده آمریکا فشار بالایی بدون استفاده از نیروی نظامی در روابط بین‌الملل ایجاد می‌کند که در نتیجه هیچ‌کس احساس امنیت نمی‌کند زیرا هیچ‌کس احساس نمی‌کند که قوانین بین‌المللی مانند یک دیوار سنگی از آنها محافظت می‌کند و چنین سیاستی باعث شروع و تحریک یک مسابقه تسلیحاتی می‌شود.

## قوه قضایی
نظام قضایی روسیه

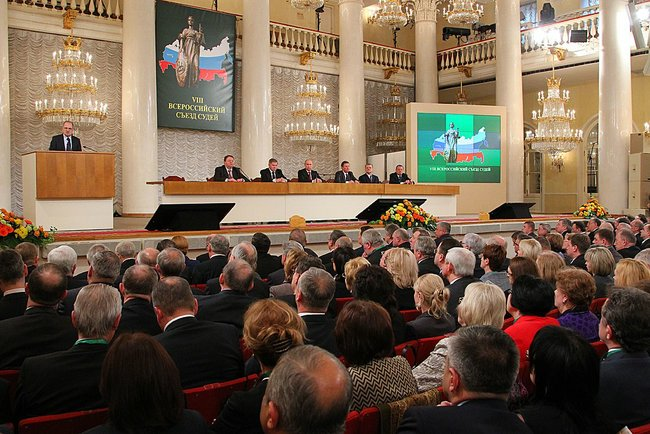
کنگره VIII کل قضات روسیه در دسامبر ۲۰۱۲.

به تمام نهادهای قضایی، در فدراسیون روسیه اشاره دارد. پس از فروپاشی شوروی در دسامبر ۱۹۹۱، فدراسیون روسیه بزرگ‌ترین کشوری است که پس از این فروپاشی به وجود آمده‌است. دو سال بعد و در دسامبر ۱۹۹۳ همه‌پرسی برگزار شد و یک قانون اساسی جدید به تصویب رسید.

## دولت محلی و منطقه ای
در دوره ریاست جمهوری بوریس یلتسین، وی ۴۶ معاهده مشترک در زمینه تقسیم قدرت با موضوعات مختلف روسیه امضا کرد که از ۱۵ فوریه ۱۹۹۴ با تاتارستان آغاز شد و در ۱۶ ژوئن ۱۹۹۸ با مسکو پایان یافت، به آنها استقلال بیشتری داد. به گفته نخست‌وزیر ویکتور چرنومیردین، دولت قصد داشت توافق‌های مشترک قدرت با همه ۸۹ موضوع روسیه را امضا کند. پس از انتخاب ولادیمیر پوتین در ۲۶ مارس ۲۰۰۰ و اصلاحات بعدی او از سیستم فدرال، معاهدات تقسیم قدرت شروع به لغو شد. در ۲۴ ژوئیه ۲۰۱۷، پیمان تقسیم قدرت تاتارستان منقضی شد و این موضوع آخرین موضوعی بود که استقلال خود را از دست داد.

## جدایی طلبی
جنگ اول چچن
مجموعه درگیری نظامی میان فدراسیون روسیه و جمهوری چچن ایچکریا که از دسامبر ۱۹۹۴ تا اوت ۱۹۹۶ در جریان بود. بعد از درگیری‌های اولیه سال‌های ۱۹۹۴ تا ۱۹۹۵ و نبرد خونین گروزنی نیروهای فدرال روسی تلاش کردند تا کنترل خود را بر مناطق کوهستانی چچن بیشتر کنند اما با وجود برتری نظامی روس‌ها از نظر تعداد نیروی انسانی، نیروی هوایی و آتش توپخانه ای، توسط چریک‌های چچنی مجبور به عقب‌نشینی شدند. این اقدام باعث تضعیف جدی روحیه نیروهای فدرال شد و نارضایتی عمومی مردم روسیه را در پی داشت به طوری که بوریس یلتسین، رئیس‌جمهور روسیه، مجبور به اعلام آتش‌بس شد و در سال ۱۹۹۶ معاهده صلح روسیه-چچن را امضا کرد.

## عضویت‌های بین‌المللی
روسیه در سازمان‌ها و گروه‌های زیر حضور فعال دارد:
- مجمع عمومی سازمان ملل متحد و شورای امنیت
- فائو
- آنکتاد
- یونسکو
- کمیساریای عالی سازمان ملل متحد برای پناهندگان
- سازمان توسعه صنعتی ملل متحد

همچنین روسیه در سازمان‌های زیر عضویت داشته یا از بنیان‌گذاران آن است:
- سازمان همکاری‌های اقتصادی آسیا–پاسفیک
- بانک تسویه حساب‌های بین‌المللی
- شورای اروپا
- سرن (ناظر)
- کشورهای مستقل همسود
- سازمان پیمان امنیت جمعی
- بانک اروپایی بازسازی و توسعه
- گروه ۲۰
- آژانس بین‌المللی انرژی اتمی
- بانک بین‌المللی بازسازی و توسعه
- سازمان بین‌المللی هوانوردی غیرنظامی
- نهضت بین‌المللی صلیب سرخ و هلال احمر
- انجمن توسعه بین‌الملل
- مؤسسه مالی بین‌المللی
- نهضت بین‌المللی صلیب سرخ و هلال احمر
- سازمان آب‌نگاری بین‌المللی
- سازمان بین‌المللی کار
- صندوق بین‌المللی پول
- سازمان بین‌المللی دریانوردی
- سازمان بین‌المللی ماهواره‌های تلفنی
- پلیس بین‌الملل
- کمیته بین‌المللی المپیک
- سازمان بین‌المللی مهاجرت (ناظر)
- سازمان بین‌المللی استانداردسازی
- اتحادیه بین‌المللی مخابرات
- انجمن ادغام آمریکای لاتین (ناظر)
- جنبش عدم تعهد (ناظر)
- سازمان کشورهای آمریکایی (ناظر)
- سازمان همکاری اسلامی (ناظر)
- سازمان منع سلاح‌های شیمیایی
- سازمان امنیت و همکاری اروپا
- دیوان دائمی داوری
- سازمان همکاری شانگهای
- سازمان جهانی گردشگری
- اتحادیه جهانی پست
- سازمان جهانی گمرک
- سازمان جهانی بهداشت
- سازمان جهانی مالکیت فکری
- سازمان جهانی هواشناسی
- سازمان تجارت جهانی